# 펑터우산 문화

펑터우산 문화의 범위

펑터우산 문화(중국어 간체자: 彭头山文化, 정체자: 彭頭山文化, 병음: Péngtóushān wénhuà, 기원전 7500년경 ~ 기원전 6100년경)는 중화인민공화국의 장강 중류, 후난성 북서부에 있는 신석기 시대 초기의 문화이다.

## 개요
북쪽의 황하 유역에 번창한 페이리강 문화(裴李崗文化)와 거의 같은 시기의 문화이며 중국의 신석기시대 초기에 해당하며, 벼를 재배하고 있었던 것으로 추측된다. 표식 유적은 후난성 창더 시 리 현의 리양 평원에서 발견된 펑터우산 유적이며, 같은 현에서 발견된 80 여개의 유적이다.
펑터우산 유적은 1988년에 발굴되어 현재로서는 중국 유적 중 가장 초기의 취락의 흔적을 엿볼 수 있다. 다만, 연대를 확정하는 것이 곤란하고, 기원 전 9000년부터 기원 전 5500년경까지 모호하게 연대를 추측해볼 수 있다. 부장품으로는 새끼줄 모양이라고 하여 이름붙여진 색문토기(索文土器)가 출토되었다.
이 유적에서는 기원 전 7000년경의 쌀의 왕겨 등이 발견되었다. 이 쌀의 크기는 야생종의 쌀보다 크고, 중국에서 가장 오래된 재배종 벼가 실재했던 증거가 되고 있다. 다만 논을 경작하기 위한 도구 등이 펑터우산 유적에서는 발견되지 않았고, 펑터우산 문화의 후기의 유적에서는 발견되었다.
80여개의 유적에서는 취락을 굴로 둘러싼 자취가 발견되어, 가장 오래된 둘레군락이라고 추측된다. 또한 취락 중앙에는 제사를 목적으로 한 듯한 큰 건물이 발견되었다.

## 같이 보기
- 황하 문명
- 장강 문명
- 중국의 신석기 문화 목록